# Boreaspis
Boreaspis is een geslacht van uitgestorven kaakloze vissen die voorkwamen in het vroeg-Devoon.

## Beschrijving.
De soorten uit dit geslacht bezaten een driehoekig kopschild en twee achterwaarts gebogen, benige stekels op de wangen. De kop met de onderstandige bek was uitgegroeid in een spits rostrum, dat vermoedelijk een hydrodynamische functie had. Het kan ook gebruikt zijn om de bodem om te woelen, op zoek naar voedsel, waarna dit met de aan de onderzijde liggende monddelen naar binnen werd gewerkt. Onder de kop bevonden zich twee grote borstvinnen, die dienstdeden als voortbewegingsorgaan, maar waarschijnlijk ook ter ondersteuning bij het zoeken naar voedsel op de zeebodem. De soorten hadden een lengte in de orde van 10 tot 15 centimeter.

## Vondsten
In lagen zandsteen op Spitsbergen zijn fossielen gevonden waarop ten minste veertien verschillende namen zijn gebvaseerd. Deze kenden onderlinge verschillen betreffende de omvang van het kopschild en de lengte van de benige stekels op de wangen. De resten waren in lagunes en estuaria afgezet. Een deel van de oorspronkelijk in dit geslacht geplaatste soorten is later in verwante geslachten geplaatst.